# Casa Mas Roger
Casa Mas Roger és un habitatge del municipi de Figueres (Alt Empordà) inclòs en l'Inventari del Patrimoni Arquitectònic de Catalunya.

## Descripció
Edifici situat al centre històric de la ciutat molt a prop de l'Ajuntament. És un edifici cantoner a tres carrers. És un edifici que destaca per les seves tres façanes i per l'equilibrada combinació del ferro, fusta, rajol, ceràmica i pedra. Les tres façanes estan distribuïdes de la mateixa manera. A una de les façanes laterals presenta a la planta baixa encoixinat de pedra al sòcol; amb tres portals d'arc de mig punt units per la línia d'impostes i dos portals laterals d'arc rebaixat. Al primer pis finestres inscrites en arcs de mig punt cecs amb guardapols i ampit emmotllurat sobresortit. Culmina amb cornisa amb motllures dentelades i teulada de ceràmica vidriada en verd i groc. A l'altra façana lateral presenta portal d'arc de mig punt central i dos portals d'arc rebaixat laterals. Al primer pis tribuna central tancada sobre mènsules amb finestres d'arc rebaixat integrada dintre d'una balconada correguda amb barana amb balustrada. Al segon pis dos balcons laterals amb llosana emmotllurada i barana forjada amb decoració geomètrica i balcó central sobre tribuna amb llosana emmotllurada i balustrada. La façana principal té un cos avançat i sobre d'aquest terrassa. Als laterals dos torricons amb obertura d'arc de mig punt, decoració ceràmica verda i groga i coberta en teula a quatre vessants. Al tercer pis les obertures estan allindanades i a sobre hi ha una motllura que les separa de la planta golfes on hi ha obertures de ventilació quadrangulars decorades amb motius vegetals. Culmina amb barana amb balustrada.